# Armen Vardanyan
Armen Vardanyan (in armeno Արմեն Վարդանյան?; in ucraino Армен Варданян?, Armen Vardanjan; Gyumri, 30 novembre 1982) è un lottatore armeno naturalizzato ucraino, specializzato nella lotta greco-romana.

## Palmarès

### Olimpiadi
- 1 medaglia:
  - 1 bronzo (Pechino 2008 nei 66 kg)

### Mondiali
- 3 medaglie:
  - 3 argenti (Creteil 2003 nei 66 kg; Mosca 2010 nei 66 kg; Las Vegas 2015 nei 71 kg)

### Europei
- 3 medaglie:
  - 2 ori (Haparand 2004 nei 66 kg; Tampere 2008 nei 66 kg)
  - 1 argento (Belgrado 2003 nei 66 kg)

### Coppa del Mondo
- 1 medaglia:
  - 1 bronzo (Antalya 2007 nei 66 kg)